# Herut
Herut (hebreo: חֵרוּת, Libertad) fue el principal de los partidos políticos de la derecha en Israel y un adherente al sionismo revisionista desde 1940 hasta su fusión formal con el Likud en 1988.

## Formación y retroceso
Herut fue fundado por Menachem Begin el 15 de junio de 1948 como el sucesor político de los sionistas revisionistas del Irgún, un grupo paramilitar de militantes en la Palestina del Mandato. La nueva fundación del partido fue un desafío al antiguo pero cada vez más debilitado partido Hatzohar, establecido con anterioridad por Zeev Jabotinsky, el difunto padre del movimiento y mentor de Begin. Si bien la mayoría de la línea maximalistas de edad lado de Herut, algunos revisionistas "puristas", alegan que Begin fue a robar el manto de Jabotinsky, y se negó a desertar de la parte vieja. Herut también estableció un periódico del mismo nombre, con muchos de sus periodistas fundadores de que desertaron de la Hatzohar y otros del HaMashkif.
Aunque el partido se había fundado una semana antes, el intento de contrabando de armas de partidarios del Irgún fue visto como un debilitamiento de la autoridad del nuevo gobierno de Israel, el primer ministro de Ben-Gurion, y gran parte del gabinete temía un golpe militar. El evento puso de relieve la tensión entre el gobierno y sus rivales revisionistas armados, y la reputación del Herut como un partido democrático fue dañado, cuando se reconcilió con el gobierno provisional en los brazos y se dirigió únicamente como un partido político para presionar a sus irredentistas ideología. La cuestión principal en la agenda política Herut se estaba expandiendo las fronteras. A raíz de la partición de Palestina por la ONU, Begin tenía un odio arrogante hacia el rey Abdullah, además sostuvo que las zonas consideradas jordanas son parte de la patria, y por lo tanto ponían en peligro la soberanía de Israel. Mientras Begin protestaba por las "totalitarias" leyes de emergencia después de la del incidente del Altalena y el asesinato de Folke Bernadotte, y se quejó del "régimen dictatorial" de Ben-Gurion, el Herut era básicamente una cuestión de partido único-exigiendo la destrucción de Jordania.

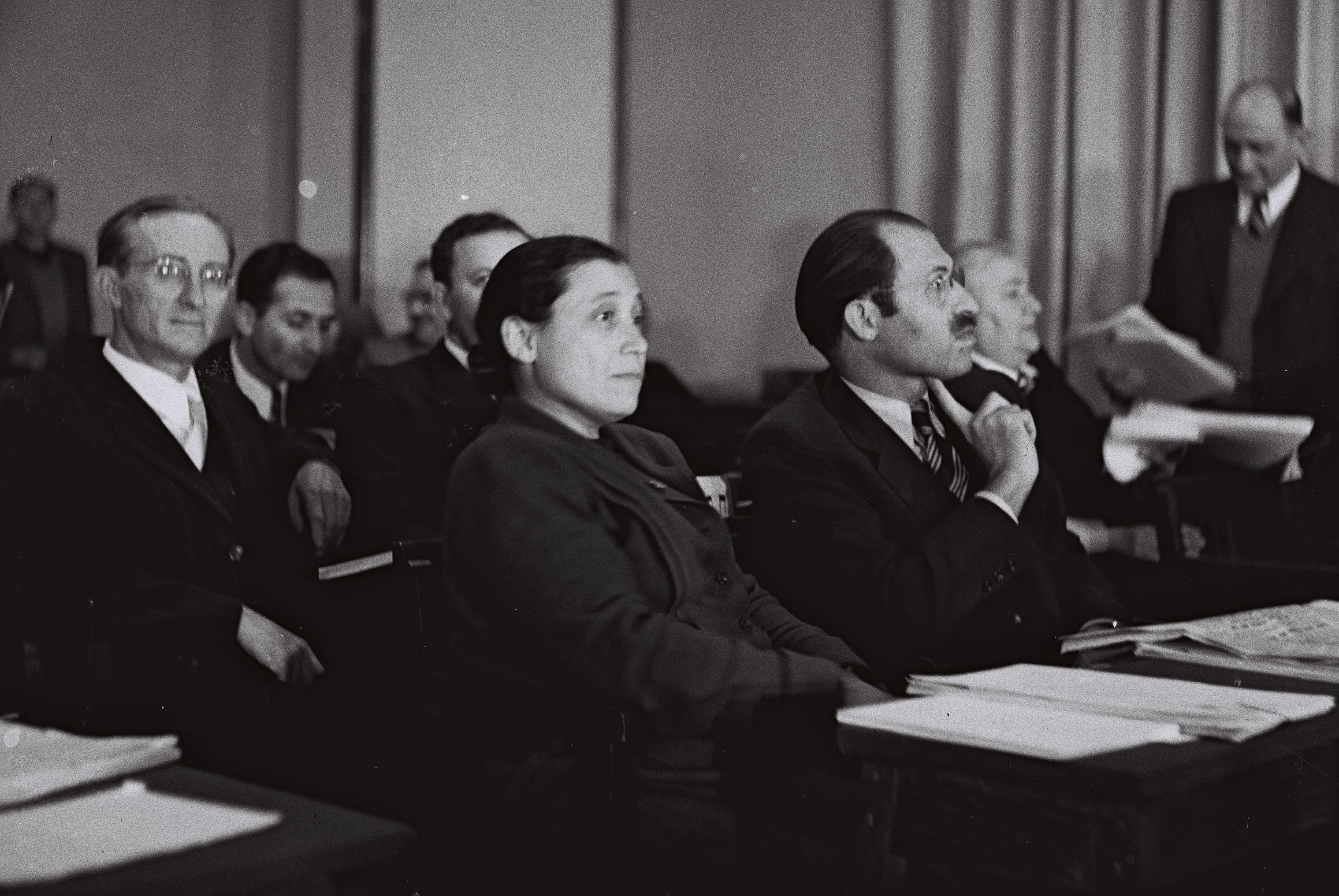
Uri Zvi Greenberg, Esther Raziel Naor y Menachem Begin, en la primera sesión de la Knesset en Jerusalén

Las objeciones a Herut al gobierno provisionalson la retirada de las FDI y las negociaciones con cualquier país árabe eran su base principal en Israel de las primeras elecciones, su postura radical fue subrayada por Uri Zvi Greenberg como segundo candidato. El partido se opuso firmemente a los acuerdos de alto el fuego con los estados árabes, antes y después de la elección. Herut se diferencian por negarse a reconocer la legitimidad del Reino de Jordania tras el armisticio, y con frecuencia utiliza el lema "A la orilla del río Jordán" para reclamar el derecho de Israel de que la totalidad de Eretz Israel y Palestina. En el área socioeconómica, la plataforma de Herut representa un claro giro a la derecha, con el apoyo a la iniciativa privada, sino también para la legislación que impida los fideicomisos de los trabajadores de la explotación. Begin inicialmente se cuidó de no parecer anti-socialista, haciendo hincapié en su oposición a los monopolios y trusts, también exige que "todas las obras de utilidad pública y las industrias básicas deben ser nacionalizados".Herut fue, desde el principio, tuvo tendencia a simpatizar con los de abajo y "tiende a servir como un imán para los inadaptados de la sociedad".
Las expectativas de Herut, cuando ya se acercaba la primera elección, esperaban ganar el poder, cuando se les diera una oportunidad en las elecciones públicas. Se tomó como crédito el haber expulsado a los británicos de Israel y el pensamiento del público les recompensaría por ello. Además se veían como un movimiento joven, lo que refleja el espíritu de la nación, que pensaban que su imagen sería más atractiva que la de edad. Al ganar 25 escaños, se esperaba que teniendo el segundo lugar , y se convertirían en el líder de la oposición, con potencial para un futuro gobierno. Este análisis fue compartido por otros partidos.
Las elecciones fueron una decepción, sin embargo. Herut ganó 14 escaños con el 11,5% de los votos, convirtiéndose en el cuarto partido más grande en el Knesset, Hatzohar, por otra parte, no pudo cruzar el umbral electoral del 1% y se disolvió poco después.

## El ostracismo

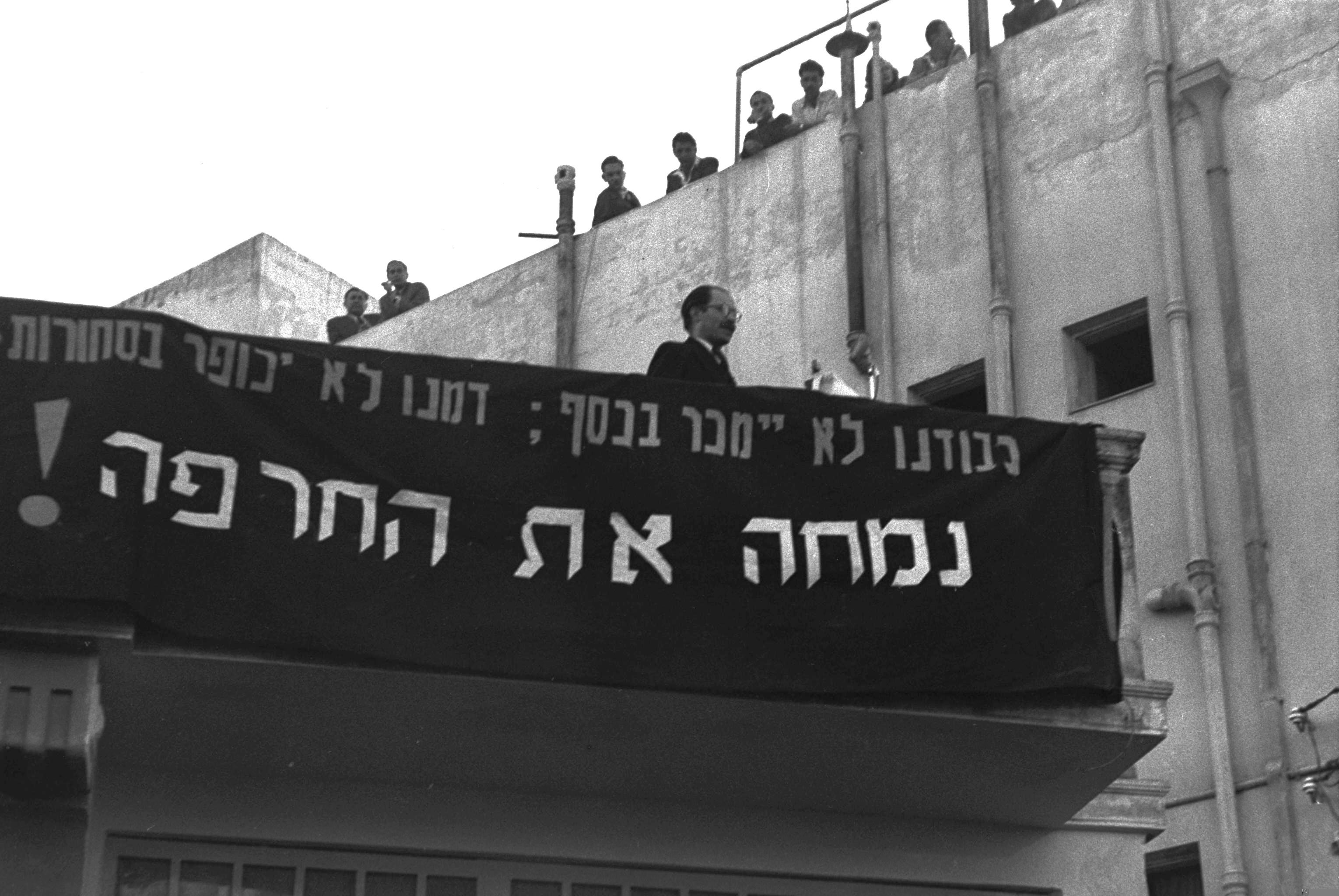
Menachem Begin dirige una manifestación masiva contra las negociaciones de reparación con Alemania en Tel Aviv en 1952

El partido y su líder, Menachem Begin fueron duramente criticados por los judíos intelectuales con motivo de la visita de Begin a Nueva York en una carta abierta al New York Times el 4 de diciembre de 1948. La carta condena al Herut y lo comparan a los partidos nazi y fascista como un partido terrorista y fue firmada por más de dos docenas de prominentes intelectuales judíos como Albert Einstein, Hannah Arendt, Isidoro Abramowitz y Sidney Hook.
Entre los fenómenos políticos más inquietantes de nuestra época es la aparición en el recién creado Estado de Israel del "Partido de la Libertad" (Tnuat Haherut), un partido político muy semejantes en su organización, métodos, filosofía política y llamado social a los partidos nazis y fascistas. Se formó a partir de la composición y siguientes de ex Irgun Zvai Leumi, un grupo terrorista, de derecha.
El partido fue reconocida por su pensamiento de extrema derecha por sus puntos de vista y las acciones de milicias, y se considera fuera de la corriente. Las diferencias prácticas entre Herut y el Mapai, sin embargo, fueron menos dramáticos que la retórica de ambos lados ; factores a considerar incluyen el establecimiento de interés de la de aislar a su rival Herut, y la necesidad de Herut, como un partido de la oposición, para enfatizar las diferencias y reflejan palpablemente su núcleo de votantes.
La hostilidad entre Begin y el primer primer ministro de Israel y líder del Mapai , David Ben-Gurión, que había comenzado con el asunto del Altalena fue evidente en la Knesset. Ben-Gurion, acuñó la frase "sin Herut y Maki" (Maki fue el Partido Comunista de Israel), una referencia a su posición de que incluiría una parte de su coalición, con excepción de los dos. En realidad, Herut se acercó al menos tres veces (1952, 1955 y 1961) por el Mapai para las negociaciones del gobierno, pero Begin rechazó las ofertas cada vez que, ante la sospecha de que estaban destinados a dividir a su partido.El ostracismo también se expresó negativamente a referirse al primer ministro al empezar por el nombre de la Knesset, utilizando en su lugar la frase "la persona que se sienta junto a Badar", y boicotear sus discursos en la Knesset.
La política de Ben Gurion de ostracismo revisionismo se llevó a cabo de forma sistemática, como se ve en la exclusión de conmemoración pública de exmiembros del Irgun y Lehi y de los beneficios a sus familias.

## Decadencia
Los años posteriores trajeron más pérdidas políticas. En las elecciones municipales de 1950 el Herut perdido votantes del centrista Sionistas Generales, que también atrajo a los votantes desilusionados al Mapai y se establecieron como una dura oposición rival de Herut. En la convención nacional Begin fue desafiado abiertamente por elementos más radicales que querían una dinámica de liderazgo más radical y pensaron que se había adaptado al sistema. En la convención, la propuesta de empezar a enviar a los niños al extranjero por razones de seguridad, aunque había precedentes de esta medida, parecía derrotado y fue rechazada por unanimidad. Se considera que han dañado la imagen del partido. En marzo de 1951 Herut perdió dos de sus asientos, con la deserción de Ari Jabotinsky y Hillel Kookpasaron a sentarse como diputados independientes. En relación con los anteriores compromisos por escrito, la parte que solicita la revocación de sus miembros de la Kneset, pero el tema aún no está resuelta por las próximas elecciones tres meses después.
En ese momento, el partido estaba en una profunda crisis. Los críticos de la dirección del partido señalaban que el partido había cambiado su rostro irreconocible y perdió su condición partido radicalde vanguardia. Los candidatos que se habían retirado de la lista del partido en las próximas elecciones, las cuestiones económicas cobraron mucha importancia en la propaganda y del Mapai había captado del Herut, el programa de declarar Israel capital en Jerusalén. Herut parecía irrelevante en la política israelí
Las elecciones de 1951 fueron un desastre para Herut, ya que su apoyo fue casi reducido a la mitad, y se redujeron a sólo ocho escaños.

## Ascendencia y el estancamiento
Menachem Begin dirige una manifestación masiva contra las negociaciones con Alemania en Tel Aviv 1952
Un tema que resultó tener gran importancia para Herut fue el acuerdo de reparaciones entre Israel y Alemania Occidental de 1952, donde se opuso a toda negociación con Alemania. Esto trajo comenzar de nuevo en la política, que dio al partido una identidad y un nuevo impulso y resultó un arma eficaz contra los Sionistas Generales. El Acuerdo de Reparaciones despertó fuertes sentimientos de la nación y alentó a comenzar la desobediencia civil en el debate sobre el asunto. Las manifestaciones más grandes reunieron 15 000 personas, y aquí el Herut se extendió mucho más allá de su propia circunscripción. El partido explotó un máximo de capital político de ella.
La tercera convención nacional incluyó un intenso debate sobre la democracia y legitimar las acciones políticas. Hubo un fuerte sentimiento en favor del uso de barricadas, pero Begin vigorosamente lo resistió. El gobierno de la nación, según él, sólo se puede establecer a través de las urnas. La convención dio legitimidad importante comenzar dando un mensaje al público que el partido era respetuoso de la ley y democracia. Al mismo tiempo, se aseguró el apoyo de la línea dura que no pondría en peligro a sus principios.
La política económica y fiscal también se les dio mayor énfasis, y el partido atacó a los socialistas de la Histadrut, por su doble papel como empleador y el sindicato. Tal concentración de poder debía ser prohibido, el control de parte de los asentamientos agrícolas también se suprimiría.. Un recorte del 25 por ciento de impuestos también estaba en su programa de ideas.
La elección de 1955 fue el éxito más grande, con el partido, que casi se duplicó sus escaños a 15, y convirtiéndose en el segundo partido más grande en el Knesset después de Mapai. Aparte de una campaña de mejora, la realización se atribuyó a la plataforma del partido activista en una situación de deterioro de la seguridad, con un mayor apoyo de los inmigrantes y otros elementos descontentos,y la desilusión con la situación económica.
Herut agregó otro asiento en el 1959 las elecciones, creciendo lentamente, mientras se alimentan en los sentimientos de resentimiento contra la izquierda dominante, sobre todo entre los nuevos inmigrantes sefardí y Mizrahi. El partido no obstante, para mantener el impulso de la elección anterior y obtener ganancias considerables, ya que tenía la esperanza de hacer. Como la joven nación se había consolidado, el público no se sentía el mismo temor existencial como antes, que hizo su mensaje activista menos importante, especialmente después de la crisis de Suez, en los que el apoyo a Ben Gurion fue aprovechable.

## Alianza Gahal
Herut ayudó a derrocar al gobierno de nuevo en 1961 cuando ellos y los Sionistas Generales presentaron una moción de censura sobre el gobierno a raíz de la investigación en el asunto Lavon, en el resultado electoral de 1961, el partido mantuvo sus 17 escaños. Hacia el final de la V legislatura de la Knesset en 1965, y en preparación para las próximas elecciones, se unió con el Herut con el Partido Liberal (en sí misma una reciente fusión de los Sionistas Generales y el Partido Progresista) para formar Gahal (un acrónimo hebreo para el Herut- bloque liberal: en hebreo: גוש חרות - ליברלים, Gush Herut-Libralim), aunque cada parte se mantuvo independiente dentro de la alianza. La fusión ayudó políticamentea salir del aislamiento a Herut, siendo un partido más moderado y creó un bloque de oposición de derecha con una base más amplia y con una real oportunidad para liderar el gobierno. La alianza completa no sobrevivió sin embargo, debido a que siete miembros del Partido Liberal, en su mayoría ex-progresistas, pronto desertaron de los liberales y formaron los liberales independientes, no estaban de acuerdo con la fusión, la identificación de Herut como un partido muy de derecha. Mapai también experimentó deserciones en el momento, y la sesión de la Knesset se cerró con el Gahal con 27 escaños, sólo superada por el Mapai con los 34 restantes.

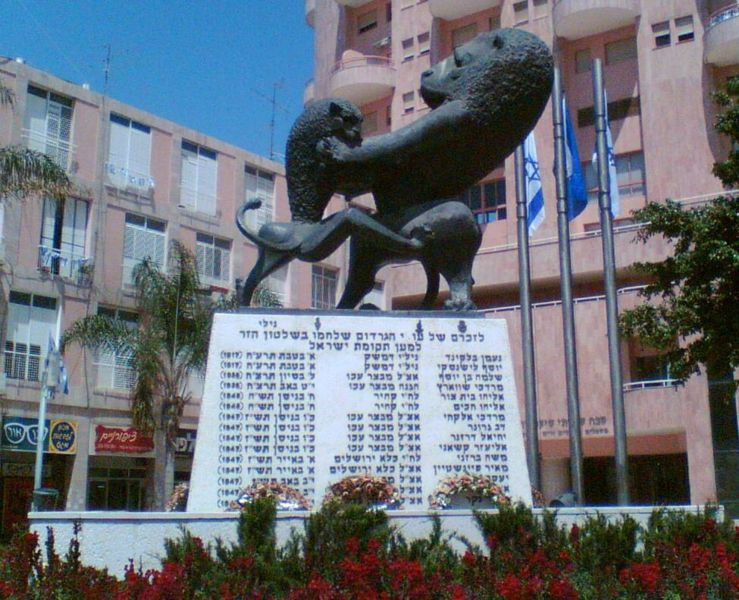
Monumento en memoria de los ocho miembros del Irgún y los dos miembros de Lehi ahorcados por las autoridades británicas entre 1938 y 1947. En virtud de Ben-Gurion, la conmemoración pública de los militantes caídos del Irgun y Lehi se negó terminantemente. Bajo Levi Eskhol sin embargo, comenzaron a ser rehabilitados, lo que indica un estado de mayor igualdad del revisionismo.

Con el tiempo la percepción pública de ambos, Herut y su líder había cambiado, a pesar del ostracismo impuesto por el primer ministro Ben-Gurión. Beguín había quedado como la figura principal de la oposición, contra los políticos dominantes de la izquierda, en particular en los debates sobre temas tan candentes como el asunto Lavon y las relaciones de Israel y Alemania. Esta prominencia evadió gran parte de ostracismo, y la hostilidad hacia Ben Gurión se convirtió cada vez fuerte. Con el tiempo se empezó a comparar a Begin con Hitler (una actitud que le salió por la culata), por lo que este empezó a destacar como una víctima. El clima político tomó un giro favorable para el revisionismo y el Herut a mediados de 1963, cuando Levi Eshkol sustituye a Ben-Gurión como primer ministro. Una resolución del Gobierno en marzo de 1964 pidiendo la rehabilitación de Zeev Jabotinsky, junto con una conmemoración los militantes caídos del Irgun y Lehi más equitativa, como su reputación comenzó a ser rehabilitada.
En las elecciones de 1965, Gahal ganó sólo 26 escaños, muy por debajo de la de la izquierda , que ganó 45. En la búsqueda de un chivo expiatorio hacia el Herut, su liderazgo fue cuestionado por muchos, que consideraban que Beguín, a pesar de sus logros, interpuso un estigma indeleble de sus días de militante antes y durante la independencia, ahuyentando a los votantes. La oposición interna se levantó y la octava convención del Herut en junio de 1966 se convirtió en  turbulenta. El grupo de la oposición tuvo la sensación de que la posición de liderazgo Beguín fue demasiado fuerte para desafiar, por lo que se concentró en ganar el control sobre la organización del partido. Ellos tuvieron victorias abrumadoras en todas las votaciones para la composición de las instituciones del partido, por lo que Beguín respondió poniendo su propio futuro político en juego. Él amenazó con abandonar la presidencia del partido y quizá también su escaño en la Knesset. Comienza a pasar los delegados movilizados en apoyo contundente para él, pero la convención del partido termina con una gran tensión interna, y sin un presidente del partido, la silla esta vacante durante ocho meses. Parte de la oposición de liderazgo de comenzar llegó a un enfrentamiento de un mes después de la convención, cuando Haim de Ámsterdam, un asistente a uno de los líderes de la oposición, Shmuel Tamir, publicó un devastador ataque sobre Begin en Ha'aretz, lo que llevó a la suspensión de Tamir como miembros del partido. Los líderes de la oposición, a continuación, establecieron un nuevo partido en el Knesset, el Centro Libre, con la pérdida de tres escaños para el Herut.

## La participación del gobierno
Gahal se unió al gobierno el primer día de la guerra de los Seis Días-, tanto con Begin y el Partido Liberal de Sapir Yosef convertirse en un ministro sin cartera, Ben-Gurion de Rafi también se unió, con Moshe Dayan convirtiéndose en ministro de Defensa. Así se conforma un gobierno de unidad nacional. Esto tuvo un efecto positivo significativo en su imagen. Los críticos coinciden en que se trataba de un punto de inflexión importante en el camino del Herut al poder, ya que le otorgó la legitimidad que se le había negado hasta entonces. El gobierno de unidad nacional fue más que una solución de emergencia en un momento de peligro existencial, sino que refleja una relajación de la tensión ideológica, que permitió al gobierno para sobrevivir a la emergencia.Por otra parte, Begin y Ben Gurion-se reconciliaron. Ben-Gurión lo necesitaba en su rivalidad con Eshkol y al comenzar sorprendió a su adversario con su propuesta de Eshkol que debe hacerse a un lado en favor de Ben-Gurion como el líder de un gobierno de emergencia. La proposición fue rechazada, pero Ben-Gurion, quien recientemente lo había comparado con Hitler Begin ahora lo elogió a su responsabilidad y patriotismo.
El resultado de la guerra fortaleció al Herut. El principio de la indivisibilidad de la tierra parecía como un principio arcaico con poca importancia práctica, pero ahora que salió de la franja de la conciencia en el núcleo del pensamiento nacional.Begin lo vio como su primera misión en el gobierno para asegurar los frutos de la victoria al impedir la retirada territorial y la promoción del arreglo.
A pesar de la escapada del Centro Libre, Gahal mantuvo su representación en la Knéset en las elecciones de 1969, y varios de sus candidatos fueron elegidos como alcaldes. Herut se incluyó en que el nuevo gobierno de Golda Meir con seis ministros (de 24). La llamada a sus filas de Ezer Weizman, el primer general a unirse a Herut y sobrino del primer presidente de Israel, fue un logro de relaciones públicas considerables. La participación del gobierno no duró mucho, ya que Gahal dejó a principios de 1970 sobre la aceptación del Plan Rogers, que incluyó la aprobación Consejo de Seguridad de las Naciones Unidas de la resolución 242.
En las elecciones de 1977, Herut - ahora como una parte del Likud - finalmente llegó al poder y Menachem Begin llegó a primer ministro.
En septiembre de 1973 Gahal se fusionó con el Centro Libre, la Lista Nacional y la no-parlamentaria Movimiento por el Gran Israel para crear el Likud, de nuevo con todas las partes mantienen su independencia dentro de la unión. Dentro del Likud, Herut siguió siendo el partido dominante. En las elecciones de 1973, el Likud aprovechó el descuido de los gobiernos de la guerra de Yom Kipur y obtuvo siete escaños, por un total de 39.
En los años siguientes, el Likud criticó duramente los acuerdos de los gobiernos con Egipto y Siria. Manifestaciones se organizaron en colaboración con el grupo de colonos Gush Emunim, lo que significa una alianza política importante. En las elecciones de 1977, el Likud emergió victorioso con 43 escaños, la primera vez que la derecha ganaba una elección. Begin fue nombrado primer ministro, conservando su puesto en las elecciones de 1981. En 1983 viene su decadencia, y Yitzhak Shamir asumió el cargo de Herut (y por tanto del Likud), como líder del partido y primer ministro.
El partido se disolvió definitivamente en 1988, cuando el Likud disuelve sus facciones internas para convertirse en un partido unitario.

## Herut - El Movimiento Nacional
En 1998, Benny Begin (hijo de Menajem Begin), Michael Kleiner y David Re'em se separan del Likud en protesta contra Benjamin Netanyahu y los acuerdos para el Memorándum del río Wye y el Acuerdo de Hebrón, que había cedido tierras a los palestinos. Ellos llamaron a su nuevo partido Herut - El Movimiento Nacional, y trataron de reclamar como el sucesor del partido original. Sin embargo, en realidad se trataba de un nuevo partido.

## Resultados electorales
|  | 11.5 % |

|  | 6.6 % |

|  | 12.6 % |

|  | 13.5 % |

|  | 13.8 % |

a En la coalición Gahal. Resultado de 1965 respecto la suma de Herut y Libralit en 1961.